# Mario Ćuže
Mario Ćuže (Metković, 24 aprile 1999) è un calciatore croato, attaccante del Gangwon.

## Caratteristiche tecniche
È un centravanti.

## Carriera

### Club
Cresciuto nel settore giovanile della Dinamo Zagabria, ha esordito fra i professionisti il 12 marzo 2017 disputando con la seconda squadra della Dinamo l'incontro di Druga HNL pareggiato 0-0 contro l'HNK Gorica.

### Nazionale
Ha giocato nelle nazionali giovanili croate Under-16, Under-17, Under-19, Under-20 ed Under-21.

## Palmarès

### Club

#### Competizioni nazionali
- Campionato croato: 2

Dinamo Zagabria: 2019-2020, 2021-2022
- Coppa di Bosnia: 2

Zrinjski Mostar: 2022-2023, 2023-2024
- Campionato bosniaco: 1

Zrinjski Mostar: 2022-2023